# United Nations Environment Programme Finance Initiative
Het Finance Initiative (financieel initiatief) van het United Nations Environment Program (UNEP FI)  is een publiek-privaat partnerschap tussen UNEP en de financiële sector. Het initiatief telt meer dan 200 leden waaronder toonaangevende banken, investeringsfondsen en verzekeringsmaatschappijen.
UNEP FI moedigt de betere integratie van duurzaamheidsprincipes op alle operatieve niveaus van financiële instellingen aan, dit door milieu-, sociale en beleidsfactoren te integreren in de manier waarop een financiële instelling risicoanalyses uitvoert. 
UNEP FI is tevens gekend door de creatie van de geprezen principes voor verantwoordelijke investeringen (Principles for Responsible Investment of PRI), dat momenteel reeds meer dan 900 leden telt.
UNEP FI is eveneens een van de stichters van de “Natural Capital Declaration” (Verklaring voor Natuurlijk Kapitaal), dit is een statement dat de waarde van natuurlijk kapitaal wil aankaarten bij de financiële sector. Het initiatief zal gelanceerd worden tijdens de United Nations Conference on Sustainable Development (RIO+20), samen met het Global Canopy Program (GCP) en de Getuilo Vargas Foundation.

## Geschiedenis
UNEP FI ontstond in 1991 toen een kleine groep commerciële bankiers, samen met UNEP tot de conclusie kwam dat de financiële sector verantwoordelijkheid moest nemen voor haar impact op het milieu. Hieruit volgde dat in 1992 het UNEP Financial Institutions Initiative werd opgericht, gevolgd door het UNEP Insurance initiative (Verzekeringsinitiatief) in 1995. Deze twee initiatieven werden in 2003 samengevoegd waaruit het huidige UNEP FI ontstond.
Een eerste “Global Roundtable”, een tweejaarlijkse bijeenkomst, vond plaats in Genève, Zwitserland in 1994. Deze Global Roundtables hebben sindsdien plaatsgevonden over heel de wereld, onder meer in Washington DC, Kaapstad, Rio de Janeiro en Tokio. 
In 2005 publiceerde UNEP FI het baanbrekende “freshfields report”, dat voor het eerst concludeerde dat pensioenfondsen het recht hebben om milieu-, sociale en bestuursfactoren (ESG) op te nemen in hun dagelijkse werking.
UNEP FI speelde ook een cruciale rol in de versnelling van het wereldwijde momentum rond duurzaam financieren door de oprichting, samen met het UN Global Compact, van de “Principles for Responsible Investment” of PRI. De PRI herbergt momenteel de grootste groep van institutionele investeerders ter wereld die zich engageert voor duurzame ontwikkeling in de sector. 
UNEP FI’s meest recente doorbraak zijn de Principles for Sustainable Insurance, oftewel UNEP FI-PSI, wat de responsabilisering van de wereldwijde verzekeringsindustrie inzake duurzame ontwikkeling tot doel stelt.  De UNEP FI-PSI vond direct steun bij verzekering- en herverzekeringsmaatschappijen en zal worden gelanceerd tijden de UN Conference on Sustainable Development (RIO+20).

## Statement
De UNEP FI statement vormt de ruggengraat van het initiatief. Het bevat een lijst van algemene richtlijnen die gevolgd horen te worden door instellingen opdat ze zouden voldoen aan de vooropgestelde duurzaamheidsprincipes. De statement is een intentieverklaring, en wordt daarom op vrijwillige basis gevolgd door de ondertekenende instellingen.
Ondertekenende instellingen worden lid wanneer ze het vast inschrijvingsbedrag betalen. De redenering ten voordele van lidmaatschap is dat de integratie van duurzaamheidsprincipes in de dagelijkse werking van de financiële instelling de winstgevendheid kan vergroten door het katalyseren van het “triple bottom line principe”, dat fungeert als een incentief voor geldschieters en investeerders door verbeterde responsabilisering van het bedrijf (Caroll. 1999)

## Organisatie
Het UNEP FI Secretariaat bevindt zich in het UN Environmental House in Genève, Zwitserland.
De dagelijkse werking van de organisatie wordt uitgevoerd door 3 verschillende commissies (banken, verzekeringen en investeringen), waarin medewerkers uit de private financiële sector samenwerken met medewerkers van het UNEP FI secretariaat. De commissies voeren onderzoek uit, dat zich vooral richt op “best practices”. Hun publicaties handelen over thema’s gelinkt aan duurzame financiering waaronder: klimaatsverandering, biodiversiteit, water en vastgoed.
UNEP FI biedt tevens opleidingen aan, waaronder een cursus over de analyse van sociale en milieugerelateerde risico’s (ESRA) en een cursus over klimaatsverandering.

## Global Roundtable
Om de twee jaar organiseert UNEP FI een globale top, de Global Roundtable, die als doel heeft dialoog over duurzame financiering uit te lokken tussen actoren uit de publieke en private sector. Na de succesvolle eerste editie van de top in 1994 in Genève, groeide dit evenement uit tot een wereldwijde "agenda-setting" gebeurtenis in de sector. Iedere editie werd tot nog toe in een verschillende stad georganiseerd.

## Belangrijke Publicaties
UNEP FI heeft de voorbije jaren meerdere invloedrijke publicaties uitgegeven, waaronder: 
- A Legal Framework for the Integration of Environmental, Social and Governance Issues into Institutional Investment (beter bekend als het  'Freshfields Report’, 2005)
- Fiduciary Responsibility: Legal and practical aspects of integrating environmental, social and governance issues into institutional investment (2009)
- The Global state of Sustainable Insurance: Understanding and integrating environmental, social and governance factors in insurance (2009)
- The Materiality of Climate Change: How finance copes with the ticking clock (2009)
- Demystifying Responsible Investment Performance: A review of key academic and broker research on ESG factors (2007)